# 通訊埠
在计算机网络中，通訊埠，又稱為連接埠、協定埠（protocol port），是一種經由軟體建立的服務，在電腦作業系統中扮演通訊的端點（endpoint）。每個通訊埠都會與主機的IP位址及通訊協定关联。通訊埠以16位元數字來表示，這被稱為通訊埠編號（port number），簡稱通訊埠號。
位於傳輸層的通訊協定通常需要指定埠號，例如在TCP/IP协议族之下的TCP與UDP協議。在應用層中，使用主從式架構的通訊協定，在每個通訊埠上提供多路複用服務（multiplexing service）。經由公認通訊埠號（well-known port numbers），通常可以辨認出這個連線使用的通訊協定，其中具代表性的是最基礎的1024個公認通訊埠號（well-known port numbers），例如Telnet協定預設使用23埠來連線，SSH協定預設使用22埠，HTTP協定預設使用80埠，HTTPS協定預設使用443埠。

## 技術細節
傳輸層協議，如傳輸控制協議（TCP）與使用者資料包協定（UDP），在数据包表頭中，定義了來源埠號與目的埠號。一個通訊埠號使用16位元无符號整數（unsigned integer）來表示，其範圍介於0與65535之間。在TCP協定中，埠號0是被保留的，不可使用。1--1023 系统保留，只能由root用户使用。1024--4999 由客户端程序自由分配。5000--65535 由服务器端程序自由分配。在UDP協定中，來源埠號可選擇是否填上，如果設為0，則代表无來源埠號。
在作業系統中，一個行程可以透過網路插座將它的輸入與輸出與一個特定的傳輸協定、一個通訊埠、一個IP位址關聯起來。這個關聯動作，稱為綁定（binding），在這之後，就可以通過網路送出與接收資料。
在作業系統上運行的網路軟體，可以透過作業系統，利用各個不同的通訊埠，將資料傳送到網路上；作業系統也可以根據資料封包的IP位址以及埠號，將這些資料封包轉送到符合的行程去。
雖然使用同樣傳輸協定，但是特定的IP位址以及通訊埠的組合，只會被綁定到單一的特定行程上。當使用同樣協定的多個程式，嘗試著綁定在同一個IP位址下的相同通訊埠，就會產生一個常見的應用程式錯誤，這個錯誤有時候被稱為通訊埠衝突（port conflicts）。

### 存储文件
在Linux的 /etc/services文件，Windows的  C:\Windows\system32\drivers\etc\services文件，记录了网络服务名、端口号、协议、别名。

### C语言
应用程序可以不直接使用端口号，通过函数getservbyname("server","tcp")获取端口号。如果服务想更改端口号，只要更改/etc/services中的端口号，但应用程序不需任何更改。函数getservbyport（htons（50），“tcp”）作用是获取对应端口和规约上的服务名。

## 用途
端口号有两种用途：
- 标识服务器上提供特定网络服务的进程。客户机可以按照服务器IP与端口号与相应的服务器进程建立网络连接，获得相应的网络服务。例如，通常使用80端口号提供http服务，使用23端口号telnet服务。服务器的这种功能叫做listening。客户机通常使用动态指定的端口号与服务器建立连接。
- 由本机地址、本机端口号、目标机地址、目标机端口号、通信协议组成的五元组，用于唯一确定正在使用的网络连结。因此，对于不同的协议、不同的目标机地址，本机的不同地址（如果本机使用多个网卡）等多种情形，同一个端口号可以复用。因此对于1对1通信，且本机与目标机之间只能建立一个通信连接，则不需要使用端口号。

网络防火墙或者网关还可提供端口转发（port forwarding），即NAT。